# Euastrum pectinatum
Euastrum pectinatum là một loài Song tinh tảo trong họ Desmidiaceae, thuộc chi Euastrum.